# ويليام ماكراي
ويليام ماكراي (بالإنجليزية: William McRae)‏ هو قاضي ومحامي أمريكي، ولد في 25 سبتمبر 1909 في ماريانا في الولايات المتحدة، وتوفي في 27 يناير 1973.